# Kurt van Es
Kurt van Es (1949), is een Nederlandse journalist, schrijver en psychosynthese-therapeut. 
Van Es was verslaggever voor Het Parool en schreef vier boeken over misdaad en drugs. Later schreef hij steeds meer over spirituele onderwerpen.

## Erkenning
Van Es kreeg in 2004 de Prijs voor de Dagbladjournalistiek voor Dagboek van een draaideur, een serie artikelen over misdaad en drugs.